# Campionato italiano di Formula 3 1993
Il Campionato italiano di Formula 3 1993 fu il ventinovesimo della serie. Fu vinto da Christian Pescatori della scuderia Supercars su Dallara F393-FIAT.